# Robert Linn
Robert Linn (* 11. August 1925 in San Francisco; † 28. Oktober 1999 in San Francisco) war ein US-amerikanischer Komponist und Musikpädagoge.

## Leben
Linn studierte am Mills College bei Darius Milhaud, an der Princeton University bei Roger Sessions und an der University of Southern California (USC) bei Halsey Stevens und Ingolf Dahl. Er schloss sein Studium mit dem Bachelor- und Mastergrad (1957 bzw. 1958) ab. Ab 1957 unterrichtete er an der USC, von 1973 bis 1990 leitete er das Department Musiktheorie und Komposition. Zu seinen Schülern zählen Morten Lauridsen, Billy Childs, Donald Crockett und David Froom.
Linns kompositorisches Werk umfasst Orchesterwerke – darunter eine einsätzige Sinfonie und mehrere Instrumentalkonzerte, mehrere Liedzyklen, Klavierwerke und Kammermusik. Sein Zweites Klavierkonzert, das er für den Pianisten John Perry schrieb, war Semifinalist der Friedheim Awards Competition am Kennedy Center und Finalist beim National Orchestra Association New Music Project. Propagula für Harmonieorchester (1970) gehört zum Standardrepertoire der bedeutenden Harmonieorchester der USA. Seine Kompositionen erschienen u. a. bei den Labels Orion, Crystal, TrueMedia und Golden Crest.